# Екатеринославский отряд Добровольческой армии
Екатеринославский отряд Добровольческой армии (Екат.о. Добрармии) — белогвардейское формирование во время Гражданской войны в России в Екатеринославской губернии.

## История
1918 год
16 (29) октября образован Екатеринославский центр Добровольческой армии для работы по формированию частей армии в губернском городе Екатеринославе и Екатеринославской губернии. К середине ноября Екатеринославским центром была создана добровольческая офицерская дружина. В губернском городе Екатеринославе стоял 8-й корпус вооружённых сил Украинской державы, командир корпуса генерал И. М. Васильченко, и добровольческая офицерская дружина Добровольческой армии.
14 (27) ноября гетман Скоропадский провозгласил Акт федерации, которым он обязывался объединить Украину с будущим небольшевистским российским государством.
16 (29) ноября началось возглавленное Директорией УНР восстание против гетмана Скоропадского повстанческого движения и восставшими войсками Украинской державы под командованием С. В. Петлюры. Гражданская война на Украине смела ещё одну власть. Во время внутриполитической борьбы на Украине 8-й корпус, большинство офицеров которого были враждебны сепаратизму украинцев-националистов, принял ориентацию русских добровольце за «Единую и неделимую Россию».
23 ноября (6 декабря) 8-й корпус оказал сопротивление войскам Петлюры, отразив их наступление на город. На митинге было решено идти на соединение с русской Добровольческой армией. Видную роль в принятии такого решения сыграл командир 7-го конного Новороссийского полка полковник Гусев.
Ночью 27 ноября (10 декабря) отряд из частей 8-го корпуса, сохранявших свои корпусные наименования, под командованием генерала И. М. Васильченко (помощник начальника штаба по оперативной работе полковник Г. И. Коновалов, начальник штаба генерал-майор П. Г. Кислый, работники штаба офицеры Боженко и Вольтищев) выступил на юг. В его составе находились:
- 43-й и 44-й пехотные полки, добровольческая офицерская дружина 250 человек (всего до 500–650 человек пехоты во главе с генерал-лейтенантом Н. М. Баташевым и генерал-майором А. М. Диденко[2] и полковником Долженко).
- 7-й конный Новороссийский полк (150–170 сабель; полк. Гусев).
- артиллерия (4 орудия; генерал-майор В. Д. Жуков и Бенескул, полковники Лебедев, Рагоза и Немира).
- бронедивизион (4 или 5 бронемашин и 4 грузовика; 60 человек).
- радиостанция (полковник Краснописцев).
- инженерный взвод.
- лазарет (2–3 врача, 3–4 сестры милосердия).
- большая часть чинов Екатеринославского центра приняли участие в Екатеринославском походе.

Общая численность отряда составляла около 1050 человек, большинство из которых — офицеры.
Автомобили и бронеавтомобили в первую же ночь с 27 на 28 ноября (ст.ст.) походники были вынуждены взорвать из-за невозможности их передвижения по непролазной грязи, и командир отряда весь отряд посадил на подводы. Из-за невозможности переправы через Днепр под давлением войск УНР С.Петлюры было выбрано направление на Крым через Перекоп в Таврию.
По пути следования Екатеринославский отряд постоянно вёл бои:
- 29 ноября (12 декабря) — у села Малышевки.
- 10 (23) декабря — между волостным центром Марьинской и волостным центром местечком Ново-Воронцовкой Херсонского уезда, в котором выбыло более 5% боевого состава.
- 11 (24) декабря — у Дутчино.
- 13 (26) декабря — под городом Бериславлем.

22 декабря (4 января) Екатеринославский отряд достиг Перекопа, в Крыму завершился Екатеринославский поход.
Поход продолжался 34 дня, за которые было пройдено около 500 вёрст из Екатеринослава в Крым на соединение с русской Добровольческой армией. Отряд прошёл по тылам украинских войск Петлюры, советских войск, партизанских отрядов украинского атамана Н.И. Махно и других местных отрядов и банд, вёл непрерывные бои с окружающим противником, нёс потери.
В Крыму личный состав влился в Крымско-Азовский корпус, а затем в Крымско-Азовскую армию. Пехотные части Екатеринославского отряда были развёрнуты впоследствии в 34-ю пехотную дивизию, артиллерия — в 34-ю артиллерийскую бригаду, а Новороссийский конный полк преобразован в 3-й драгунский Новороссийский полк. Бронедивизион частично послужил ядром 5-го бронепоездного дивизиона, частично образовал пулемётно-мотоциклетный отряд, который, переброшенный в Кубанскую область, влился в 1-й автоброневой дивизион.
На базе штаба отряда был сформирован штаб Крымско-Азовской армии, командующий войсками армии генерал-майор А. А. Боровский, а части отряда вошли в состав Крымской дивизии, позже 4-й дивизии под командованием генерал-майора А.В. Корвин-Круковского.
6 июня 1920 года для участников похода был учреждён особый знак отличия: серебряный крест, по размеру и по форме подобный Георгиевскому, чёрной эмали с белой эмалевой каймой по краям сторон креста. Крест наложен на серебряный терновый венец. В середине креста щит с гербом Екатеринослава — на голубом поле золотой вензель Екатерины II, окруженный девятью золотыми звездами. Сверх щита золотая императорская корона. На оборотной стороне креста — номер. Крест носился на национальной бело-сине-красной ленте, на левой стороне груди.

## Командование
- Командир отряда — командир 8-го корпуса Украинской державы генерал И. М. Васильченко[3]
- Начальник штаба отряда — полковник Г. И. Коновалов
- Офицеры штаба:

- генерал-майор П. Г. Кислый
- полковник И. И. Боженко
- офицер Вольтищев

- начальник артиллерии отряда — генерал-майор В. Д. Жуков, начальник артиллерии 8-го корпуса, генеральный хорунжий.